# Adóügyi jogsegély államok között
Az adóügyi jogsegély államok között nemzetközi egyezmény alapján kölcsönös segítségnyújtás az adók kivetésénél és behajtásánál. A kettős adóztatást és illetékkezelést kizáró nemzetközi egyezmények is tartalmaznak erre vonatkozó rendelkezéseket. A jogsegély az egyenes adókra és egyes illetékekre vonatkozik.
Lényege, hogy a megkeresett állam adóeljárási szabályai szerint vetik ki és hajtják be  a megkereső állam ott tartózkodó (külföldön) állampolgárától az adót. A kettős adóztatás elhárításáról szóló egyezmények egységesen biztosítják a kettős adóztatás elhárítását. Egyenes adó az egyezmények értelmében minden tárgyi és személyi adó, ha közvetlenül vetik ki. Nem terjed ki az egyezmények hatálya a közvetett adókra.